# Эшли (озеро)
Эшли (англ. Ashley Lake) — озеро на северо-западе штата Монтана в США.

## Географическое положение
Озеро расположено в Скалистых горах, в Национальном лесу Флатхед. Высота над уровнем моря — 1204 метра. На юге из озера вытекает река Эшли (англ. Ashley Creek), которая через каскад маленьких озёр (англ. Lone Lake, англ. Lake Monroe, англ. Smith Lake) впадает во Флатхед. В озере имеется несколько островов. Со всех сторон озеро окружено лесом. Глубина озера местами превышает 60 м.

## Хозяйство
На расстоянии 21 км от Эшли находится город Калиспелл. От озера к городу ведёт дорога, посыпанная гравием.
Значительные территории вокруг озера Эшли находятся в частной собственности, вдоль берегов построено много летних домиков. Вокруг озера регулярно ведётся промышленная вырубка леса. Озеро богато рыбой. Важное значение для Эшли имеет туризм.

## Туризм
Особенно много туристов на Эшли в выходные дни с мая по октябрь. Наиболее популярные туристические развлечения на озере:
- Лодочные прогулки. На озере не бывает сильных ветров, здесь разрешены моторные лодки, и лодочные прогулки являются популярным развлечением.
- Рыбалка. В озере водятся нерка, жёлтый окунь, радужная форель, тихоокеанский лосось. Рыбалка ведётся почти исключительно с различных плавательных средств.
- Кемпинг. 3 кемпинга расположены с разных сторон озера.[2]